# Ford Madox Brown
Ford Madox Brown (n. 16 aprilie 1821, Calais, Nord-Pas-de-Calais, Franța – d. 6 octombrie 1893, Londra, Regatul Unit al Marii Britanii și Irlandei) a fost un pictor englez de subiecte istorice și morale, recunoscut pentru grafica sa deosebită și pentru varianta hogarthiană a stilului prerafaelit. Pictura sa cea mai notabilă este, fără îndoială, Munca (1852-1865). Brown și-a petrecut ultimii săi ani de viață pictând pereții Sălii Mari a Primăriei orașului Manchester, cu teme inspirate din istoria orașului.

## Primii ani
Brown a fost nepotul teoreticianului medical John Brown, fondator al sistemului medical brownian. Străbunicul său a fost un muncitor scoțian. Tatăl lui, Ford Brown, a servit ca ofițer contabil în cadrul Royal Navy, inclusiv o perioadă sub comanda lui Sir Isaac Coffin și o perioadă pe HMS Arethusa. A fost lăsat la vatră după sfârșitul Războaielor Napoleoniene.
În 1818 Ford Brown s-a căsătorit cu Caroline Madox, originară dintr-o veche familie din Kent, preluându-i numele. Părinții lui Brown aveau resurse financiare limitate și s-au mutat în căutarea unei locuințe mai ieftine la Calais, unde fiica lor, Elizabeth Coffin, s-a născut în 1819 și fiul lor, Ford Madox Brown, în 1821.
Educația lui Brown a fost limitată, din moment ce familia se muta frecvent între locuința din Pas-de-Calais și rudele lor din Kent, dar și-a dovedit talentul artistic în copierea unor gravuri ale vechilor maeștri. Tatăl său a dorit inițial ca fiul său să urmeze o carieră navală și i-a scris fostului său căpitan Sir Isaac Coffin. Familia s-a mutat la Bruges în 1835 așa că Brown a putut studia la academia de artă cu profesorul Albert Gregorius. Brown s-a mutat la Gent în 1836 pentru a-și continua studiile cu Pieter van Hanselaere, apoi la Anvers în 1837 pentru a studia cu Gustaf Wappers. El a continuat să studieze la Anvers, după moartea mamei sale în 1839. Sora lui a murit în 1840, iar tatăl său în 1842.

## Lucrări

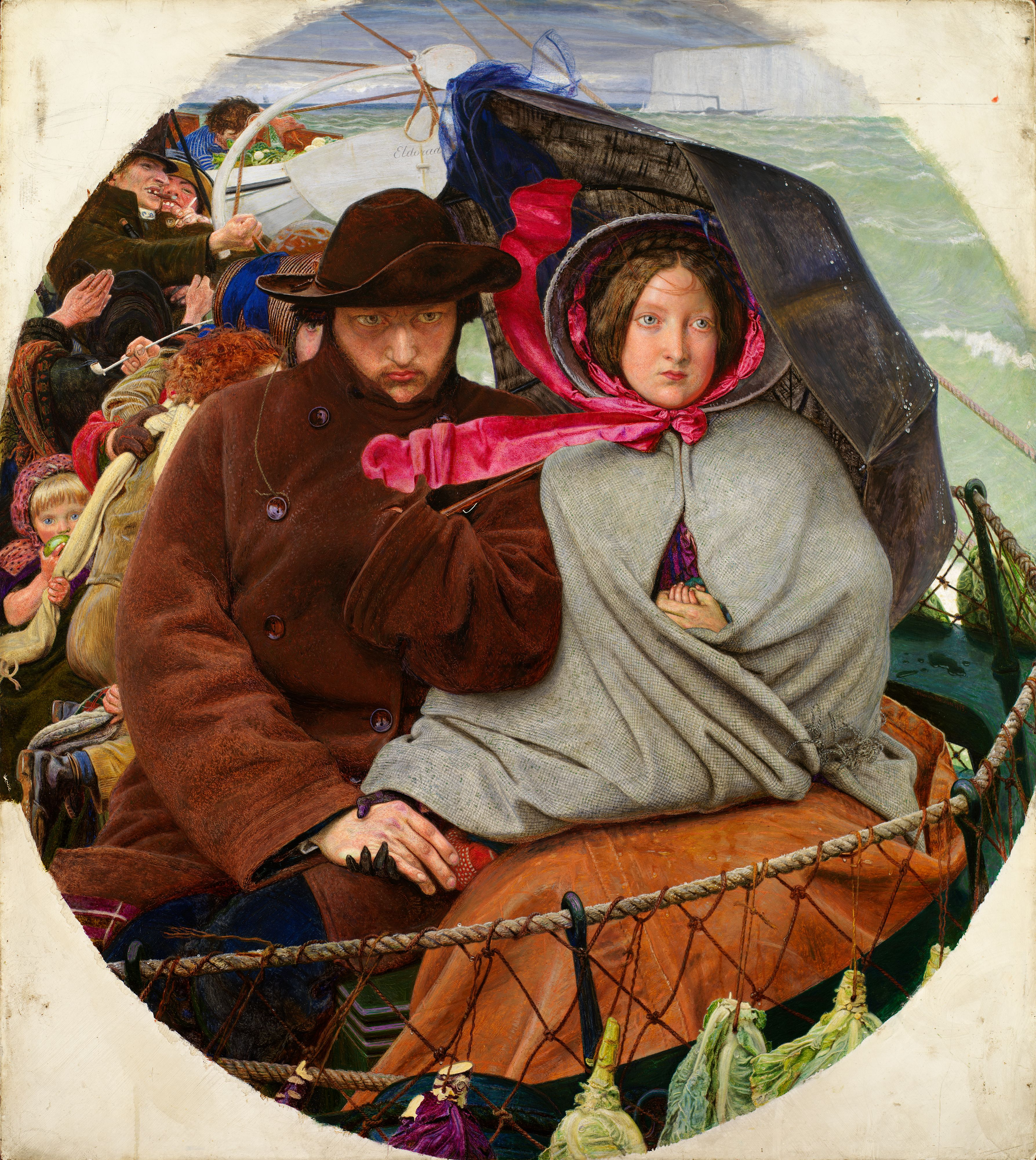
The Last of England repezentând un cuplu de emigranți, 1855

Galeria Tate deține un exemplu timpuriu al picturii lui Brown, un portret al tatălui său. El a expus pentru prima dată la Academia Regală în anul 1840 o lucrare inspirată de poemul The Giaour (astăzi pierdut) al lordului Byron, apoi a realizat o versiune a Execuției Mariei, regina Scoției, în care vărul său și viitoarea sa soție, Elisabeth Bromley, au servit pe post de modele. A locuit în Montmartre cu noua lui soție și cu tatăl său în vârstă în 1841. El a pictat apoi Manfred pe Jungfrau, inspirat de poemul Manfred al lordului Byron, în timp ce se afla la Paris.

## Familia

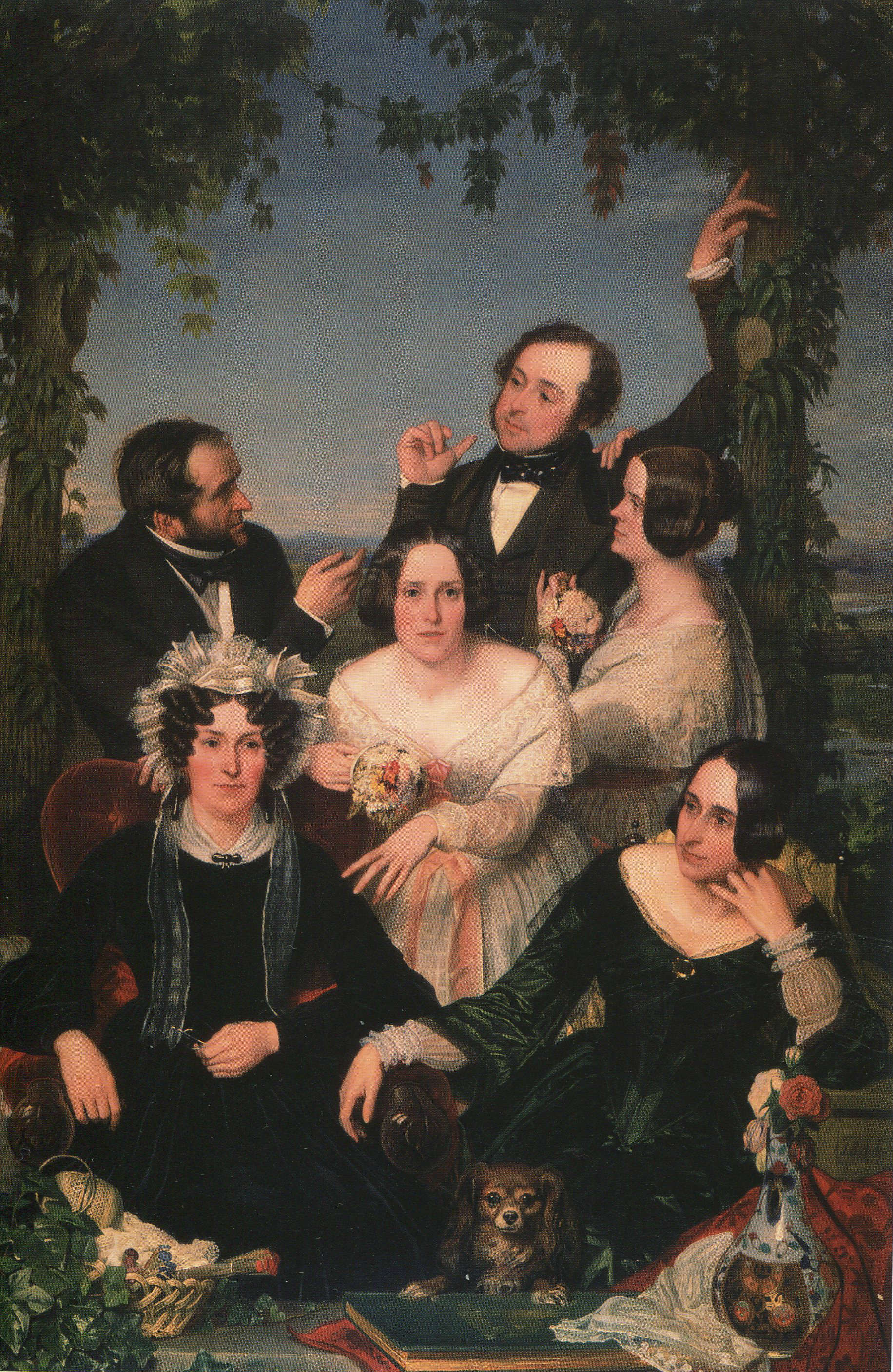
Familia Bromley. Prima soție a lui Brown, Elizabeth, dreapta jos, 1844

Ford Madox Brown a fost căsătorit de două ori. Prima lui soție, Elizabeth Bromley, a fost verișoara lui, adică fiica surorii mamei sale, Mary. Cei doi s-au căsătorit în localitatea Meopham din comitatul Kent în aprilie 1841, cu puțin timp înainte ca el să împlinească vârsta de 20 de ani și la mai puțin de un an după moartea subită a surorii sale, Elizabeth. Ei au locuit în Montmartre în 1841 cu tatăl invalid al lui Maro, care a murit în vara următoare.
Primul lor copil a murit prematur în noiembrie 1842. Fiica lor, Emma Lucy, s-a născut în 1843 și familia s-a mutat înapoi în Anglia în 1844. Ei au călătorit la Roma în 1845 cu scopul de a îmbunătăți starea de sănătate a soției sale, care suferea de tuberculoză pulmonară. Elizabeth a murit la Paris în iunie 1846, în vârstă de 27 de ani, pe drumul de întoarcere de la Roma spre Anglia.
Emma Hill a devenit un model frecvent al lui Brown de prin 1848; de exemplu, ea este soția din pictura The Last of England. Ea a devenit amanta lui, iar cei doi au împărțit o casă în Londra, fără a se căsători din cauza convenției sociale ce nu îi permitea să se căsătorească cu fiica analfabetă a unui zidar. Fiica lor, Catherine Emily, s-a născut în 1850, iar cei doi părinți s-au căsătorit în cele din urmă la St Dunstan-in-the-West, în aprilie 1853. Fiul lor, Oliver Madox Brown (1855-1874) (cunoscut ca Nolly), a arătat de timpuriu talent de poet și de artist, dar a murit de septicemie înainte de a ajunge la maturitate. Moartea lui Nolly a fost o lovitură zdrobitoare pentru Brown, care a transformat în altar o cameră în care se aflau lucrurile fiului său. Un alt fiu, Arthur, s-a născut în septembrie 1856. Brown l-a folosit pe Arthur ca model pentru copilul ținut în brațe de fata în zdrențe aflată în prim-planul picturii Work, dar acesta a murit la vârstă de numai zece luni, în iulie 1857.

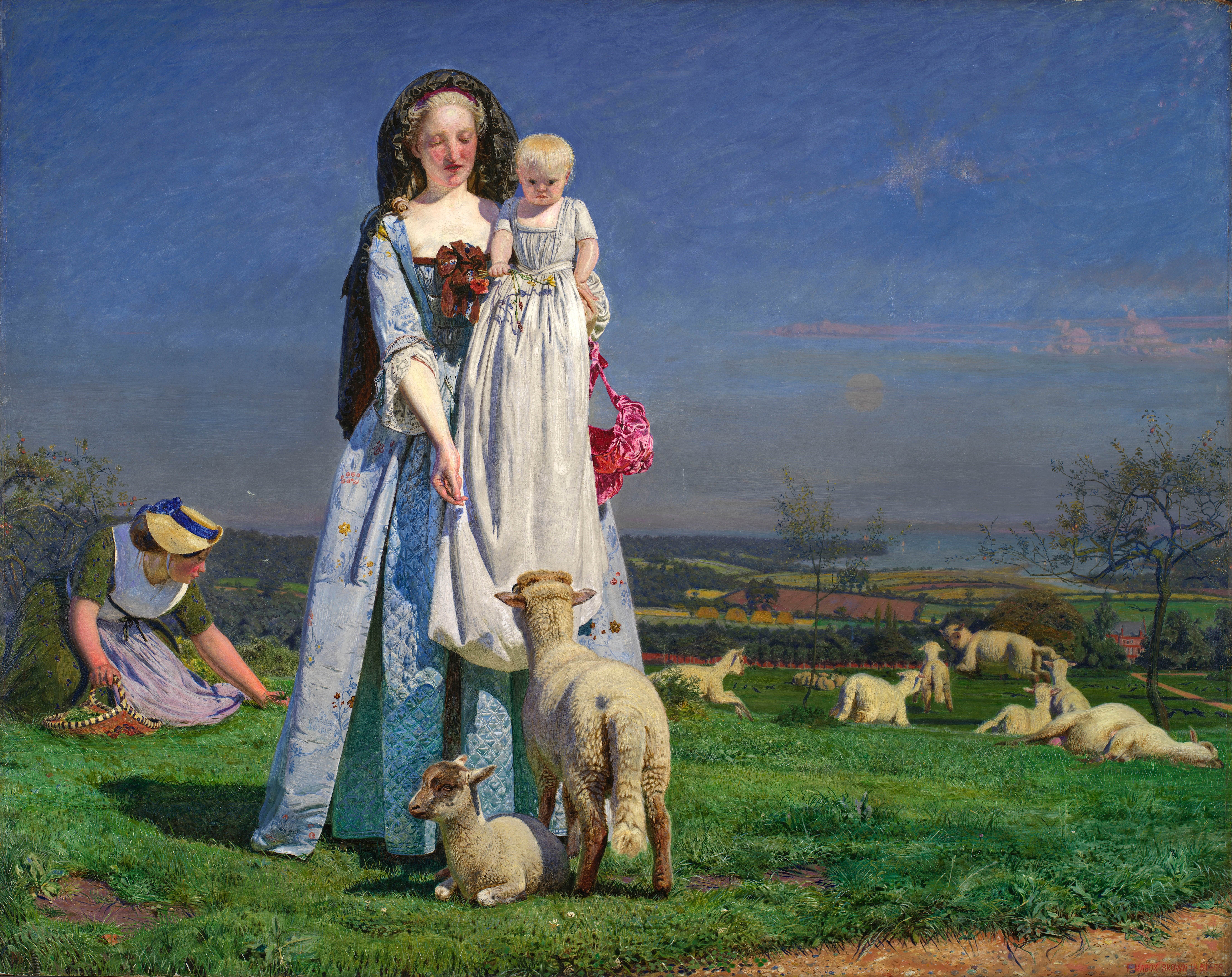
Pretty Baa-Lambs. Amanta lui Brown, Emma, și a doua fiică, Cathy, în 1851

Fiicele lui, Lucy și Catherine, au fost, de asemenea, artiste valoroase. Lucy s-a căsătorit cu William Michael Rossetti în 1874. Catherine s-a căsătorit cu Francis Hueffer; prin Catherine, Brown a fost bunicul romancierului Ford Madox Ford și străbunicul secretarului de stat pentru muncă laburist Frank Soskice.

Cea de-a doua soție a lui Brown a murit în octombrie 1890, iar el a murit la Primrose Hill în 1893. A fost înmormântat în cimitirul Sf. Pancras și Islington din East Finchley, în apropiere de Muswell Hill. A avut parte de o înmormântare laică, iar discursul funebru a fost rostit de către secularistul american Moncure D. Conway, după care a fost numită mai târziu Sala Conway.

Familia Brown
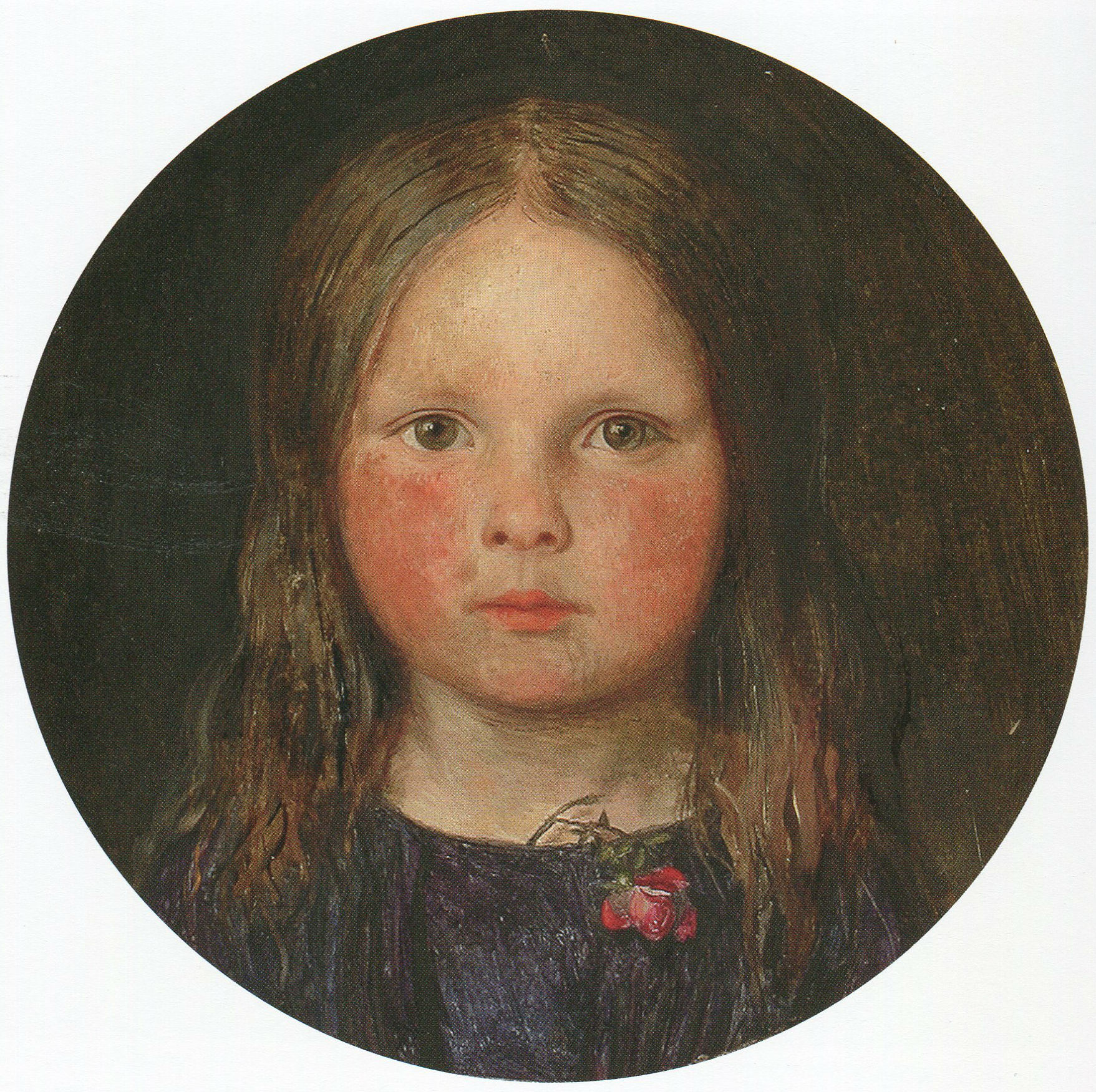
Pria fiică supraviețuitoare a lui Brown, Lucy, în 1849
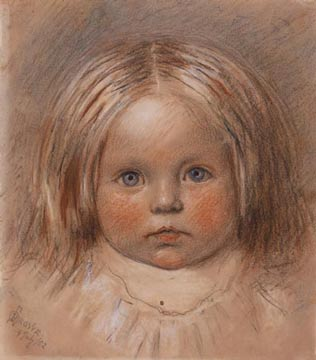
Catherine Madox Brown
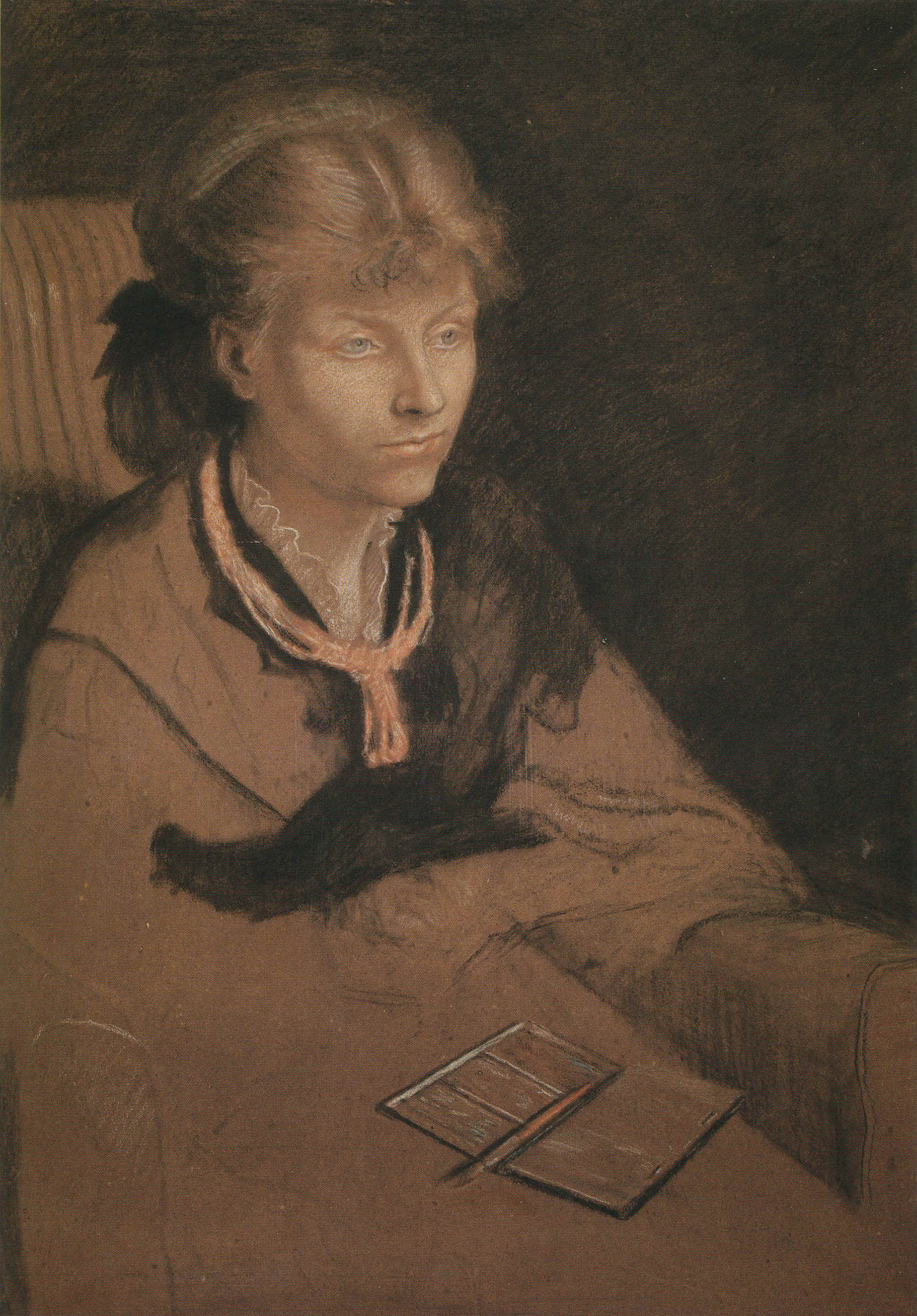
Oliver în 1855
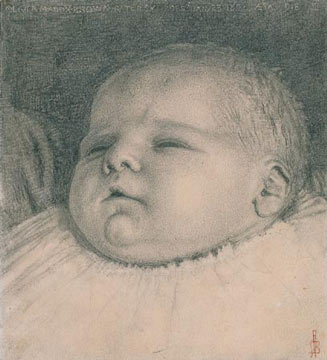
Arthur în 1856
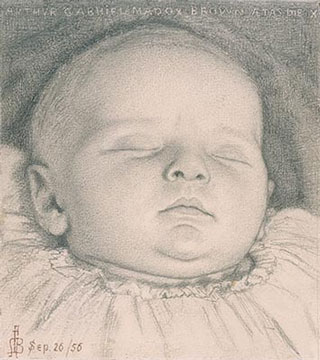
Emma în 1852 (studiu pentru The Last of England)
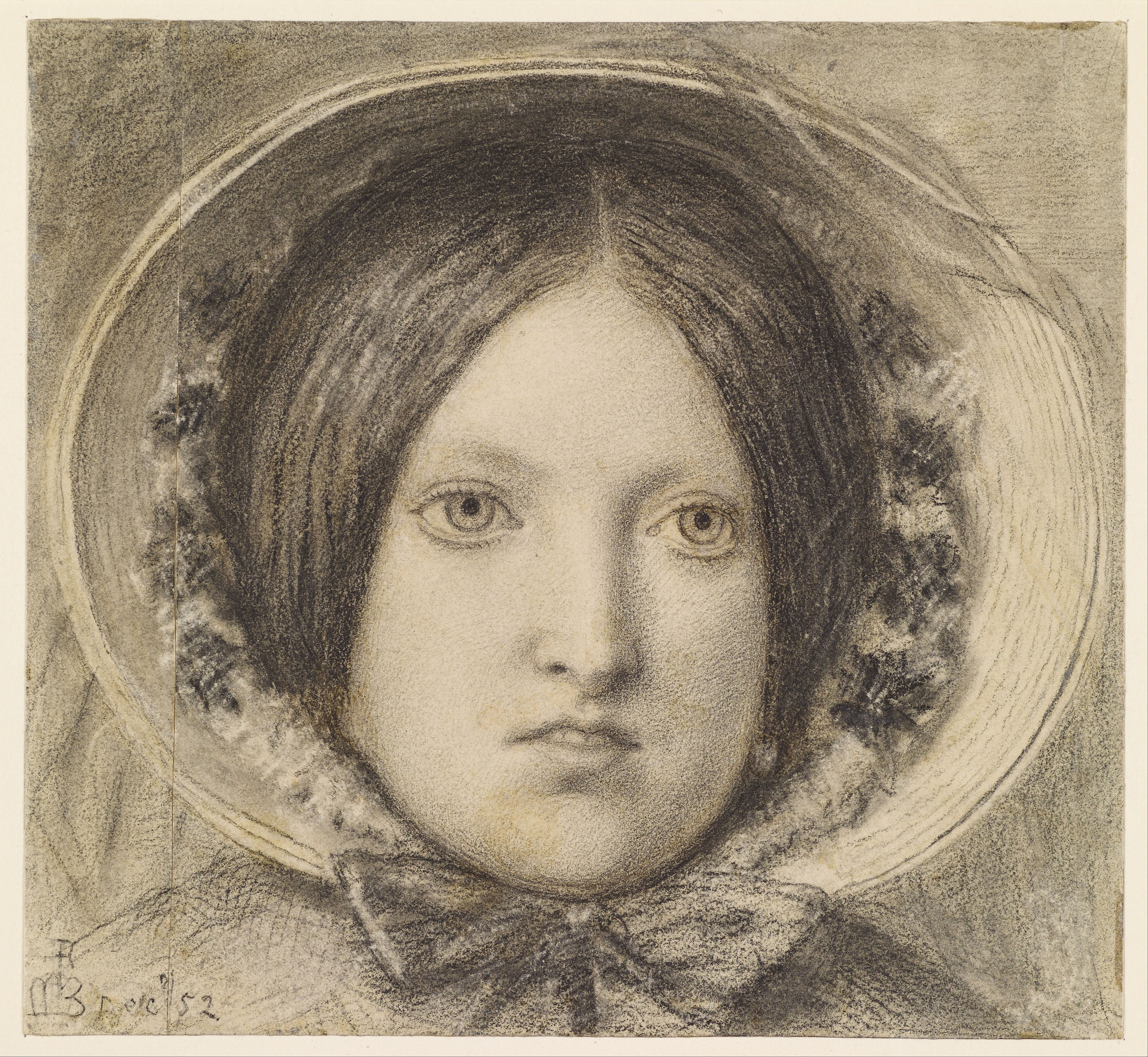
Ford Madox Brown în 1867, desenat de Dante Gabriel Rossetti.
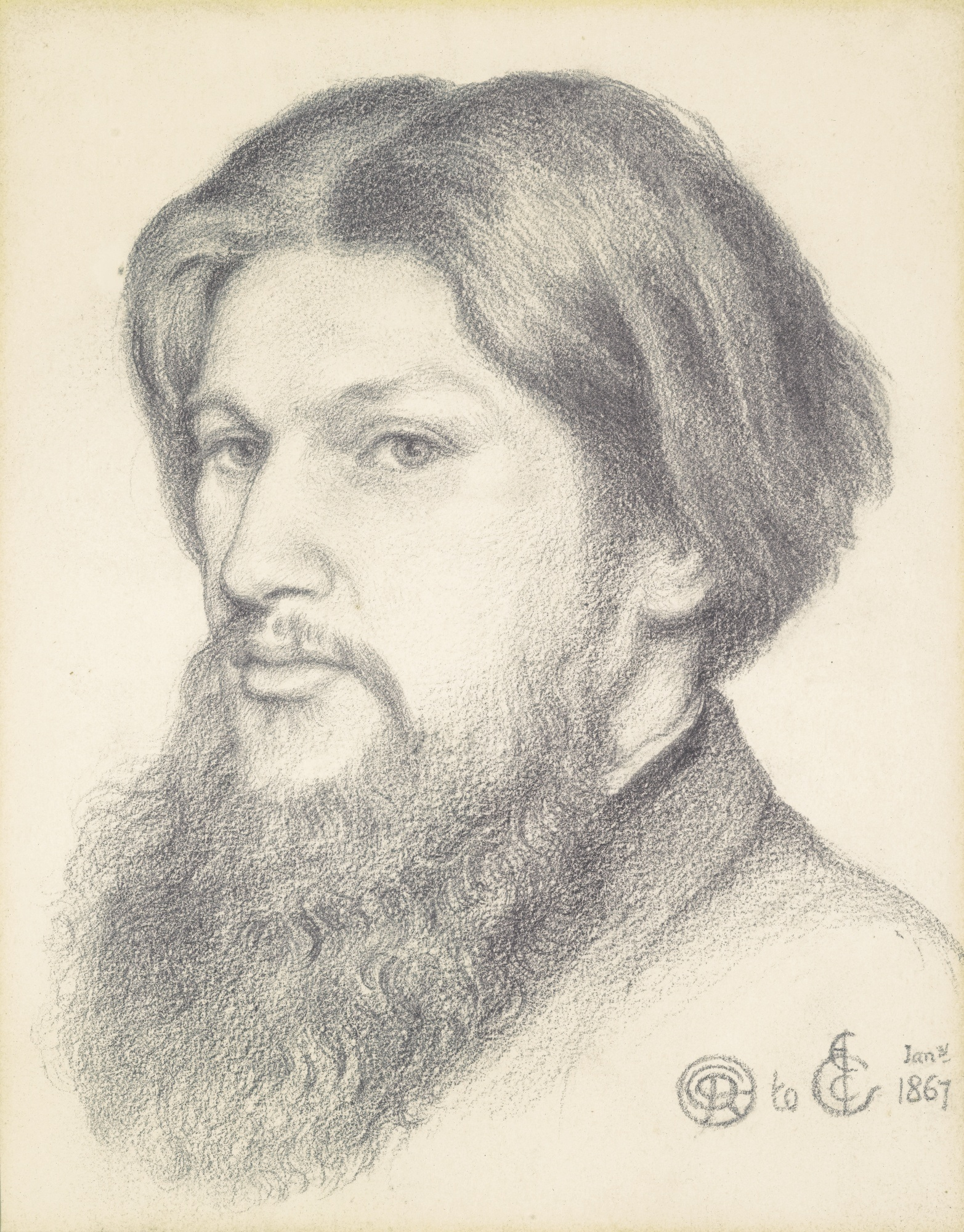